# Diveïevo
Diveïevo (en russe : Дивеево, en russe pré-1918 : Дивѣево) est un village de l'oblast de Nijni Novgorod en Russie. Situé dans le raïon de Diveïevo, dont il est le chef-lieu, le village fut fondé en 1599, et sa population s'élève en 2021 à 6 945 habitants, en constante augmentation. Centré sur son monastère, le village bénéficie du tourisme tout en gardant l'agriculture comme secteur économique, Diveïevo se situant dans l'Anneau d'or.

## Géographie
Le village de Diveïevo se situe dans l'oblast de Nijni Novgorod, oblast faisant partie de l'Anneau d'or, vaste région agricole, culturelle et historique. Le village se situe à 12 km au nord de Sarov, la ville la plus proche, à 54 km au sud-est d'Arzamas, à 150 km au sud-ouest de Nijni Novgorod et à 360 km au sud-est de Moscou. Le village fait partie du raïon de Diveïevo et du selsoviet de Diveïevo, dont il est le chef-lieu pour les deux.
Le village se situe principalement sur la rive gauche de la Vitchkinza (ru), un sous-affluent de la Mokcha, affluent de l'Oka et donc sous-affluent de la Volga. Un petit lac se forme sur la rivière dans le village, avec une petite île. Quatre ponts traversent ce cours d'eau, deux dans le centre du village, un au nord et un au sud.
| Kovrez         | Maïevka   | Ielizarievo |
| Poloupotchinki | Diveïevo  | Ielizarievo |
| Ossinovka      | Ossinovka | Ossinovka   |

## Histoire

### Jusqu'auXIXesiècle
Le village de Diveïevo a été fondé en 1559, mais l'origine de son nom n'est pas claire. La version la plus répandue dit que le village doit son nom à celui à qui les terres appartenaient, un certain Mourz Diveï. Il aurait reçu ses terres d'Ivan le Terrible après une campagne réussie contre Kazan en 1552 contre les Tatars.
Il fut fondé sur la rive gauche de la Vitchkinza, et plusieurs familles de laboureurs arrivèrent dans le village. Ces premiers habitants étaient attirés par des terres gratuites et une vie hors du servage. Le village vivait aussi du commerce, les Mordves vivant de l'autre côté de la rivière. Les deux communautés entretenaient de bonnes relations, permettant le commerce.
Vers la fin du XVIIe siècle, l'essentiel des descendants de Diveï se sont convertis à l'orthodoxie. Les princes du village possédaient en plus du village celui de Kniaz-Ivanov à 3 km au nord.
Pendant la seconde moitié du XVIIIe siècle, une petite église en bois dédiée à Saint Nicolas le Merveilleux et à l'archidiacre Saint Étienne fut construite. Le village était alors au croisement des routes de pèlerinages menant à Sarov et à son monastère, fondé en 1706. C'est aussi au cours de ce siècle que Diveïevo obtint le statut de village.
En 1767, la nonne Alexandra de Diveïevo (ru) entama la construction d'une église en pierre à Diveïevo dédiée à Notre-Dame de Kazan. Cette église fut consacrée en 1772. En 1788, elle reçut d'un propriétaire foncier un terrain pour construire des dépendances à l'église, permettant la constitution d'une communauté religieuse.
En 1826, Séraphin de Sarov visita la communauté, et la communauté devint la communauté des moulins. Neuf ans après la mort de ce dernier, en 1842, la communauté devint celle de Séraphin-Diveïevo. Ce n'est qu'en 1861 que la communauté religieuse devint un monastère. Il y avait alors dans le village cinq églises dans le monastère, des fermes et d'autres bâtiments.

### Depuis leXXesiècle
L'agriculture à Diveïevo n'était pas très rentable, les paysans devant souvent acheter du grain. C'est pourquoi au cours du XIXe siècle, le minerai de fer fut exploité dans la région, avant d'être envoyé vers l'usine sidérurgique de Vyksa. Mais l'exploitation finit en 1907 avec l'appauvrissement des gisements.
Le monastère était le principal employeur de la région, embauchant menuisiers, maçons, tisseurs et autres. En 1912, le village possédait un forgeron, une épicerie et un moulin, ainsi qu'une école.
Après l'arrivée au pouvoir des soviétiques au printemps 1918 dans le village, le monastère fut fermé en 1927 et l'église Notre-Dame de Kazan en 1937. En parallèle, une nouvelle école et une bibliothèque furent construites.
Pendant la Seconde Guerre mondiale, près de 7500 habitants sont allés au front pour combattre, et 4 089 d'entre eux ne revinrent jamais, en étant soit tombés au combat, soit morts de blessures ou soit morts en captivité. Ce nombre fut établi seulement en 2005, et tous ceux qui sont revenus vivants furent décorés.
En 1989, l'église de la Trinité fut rouverte et l'année suivante ce fut au tour du monastère dans son ensemble. En 1991, les reliques de Séraphin de Sarov furent retrouvées et transportées dans le monastère.
À l'occasion des cent ans de la canonisation de Séraphin de Sarov comme saint en 2003, et à l'occasion du 250e anniversaire de sa naissance en 2004, la plupart des édifices religieux et autres bâtiments du monastère furent restaurés et rénovés.

## Démographie
Contrairement à de très nombreuses localités de la région, le village n'a pas subi l'exode rural au XXe siècle, ni lors de la dislocation de l'URSS, la population ayant seulement un peu diminué entre 2002 et 2010 avant de remonter. Lors du recensement de 2021, la population était de 6 945 habitants. 57,2 % de ceux-ci, soit 3 976 habitants, étaient des femmes, et 42,8 % des hommes, soit 2 969.
Recensements (*) et estimations de la population:
| 1959* | 1970* | 1979* | 1989* | 2002* | 2010* |
| ----- | ----- | ----- | ----- | ----- | ----- |
| 1 430 | 4 437 | 4 828 | 5 511 | 6 500 | 6 408 |

| 2021* | - | - | - | - | - |
| ----- | - | - | - | - | - |
| 6 945 | - | - | - | - | - |

## Culture et patrimoine
Le monastère de Diveïevo est le principal lieu culturel et touristique du village. Au sein du monastère se trouve une grande place, avec trois cathédrales autour. La première est celle de la Trinité, en verte, la seconde de la Transfiguration, en blanche, et la dernière de l'Annonciation, aussi en blanche. Celle de la Trinité fut construite entre 1848 et 1875, celle de la Transfiguration entre 1907 et 1917, et celle de l'Annonciation achevée en 1998, l'intérieur n'étant d'ailleurs toujours pas totalement fini.
Ce monastère est classé aux objets patrimoniaux culturels de Russie d'importance fédérale. De nombreuses icônes se trouvent dans le monastères et des offices se font tous les jours. Outre les cathédrales, trois églises se trouvent derrière le clocher, celle de Notre-Dame de Kazan, celle de la Nativité-du-Christ et celle de la Nativité-de-la-Vierge.
Plusieurs sources dans les alentours du village sont vénérées, dont une dédiée à la mère Alexandra, une dédiée au père Séraphin et trois autres,.
Outre les édifices religieux, Diveïevo possède un musée dans l'école du monastère, ainsi que deux autres musées, un sur l'histoire locale et un sur l'histoire militaire. Il y a aussi une école publique et une bibliothèque.

Monastère de Diveïevo
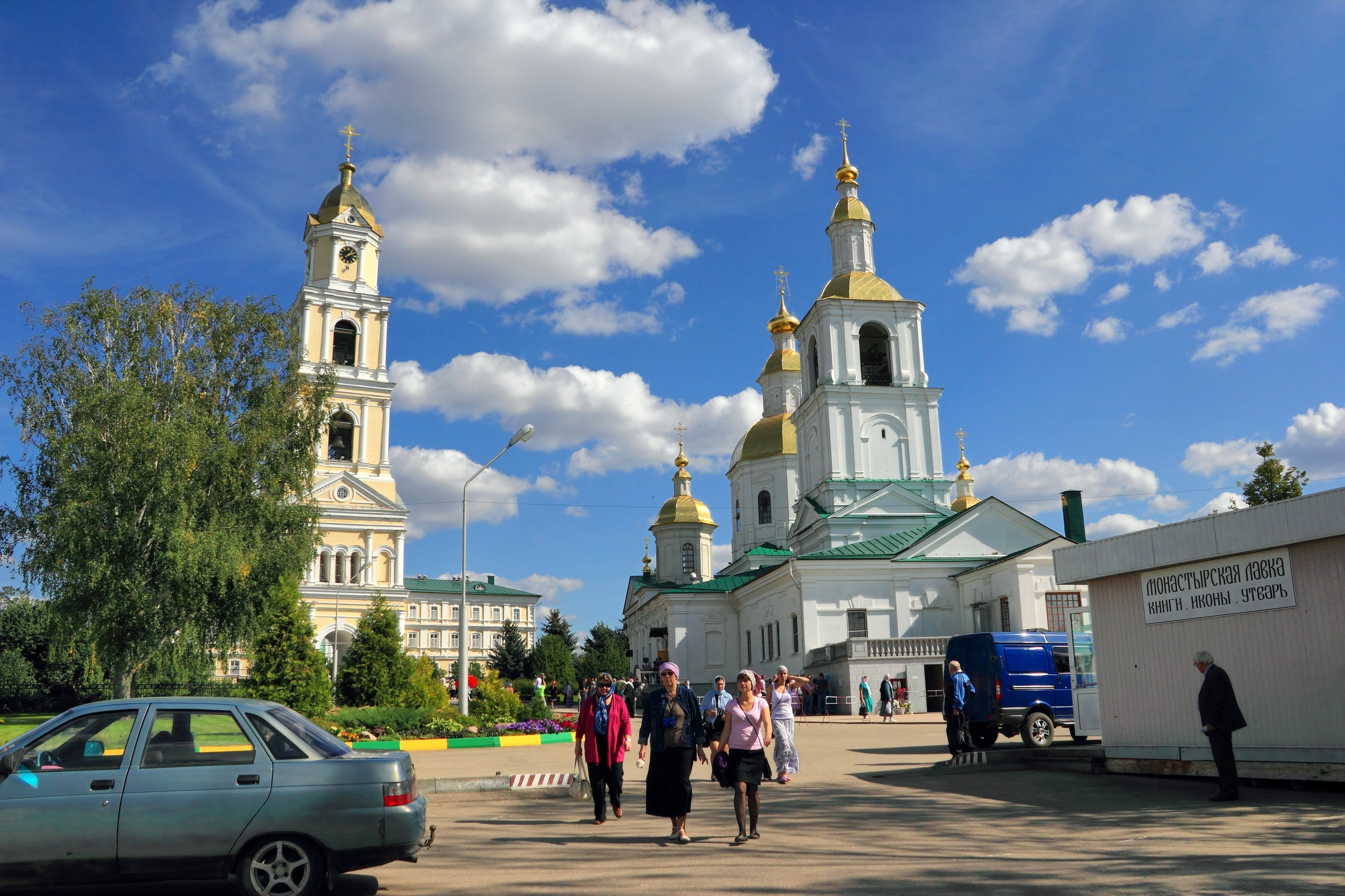
Clocher du monastère (à gauche) et l'église Notre-Dame-de-Kazan (à droite).
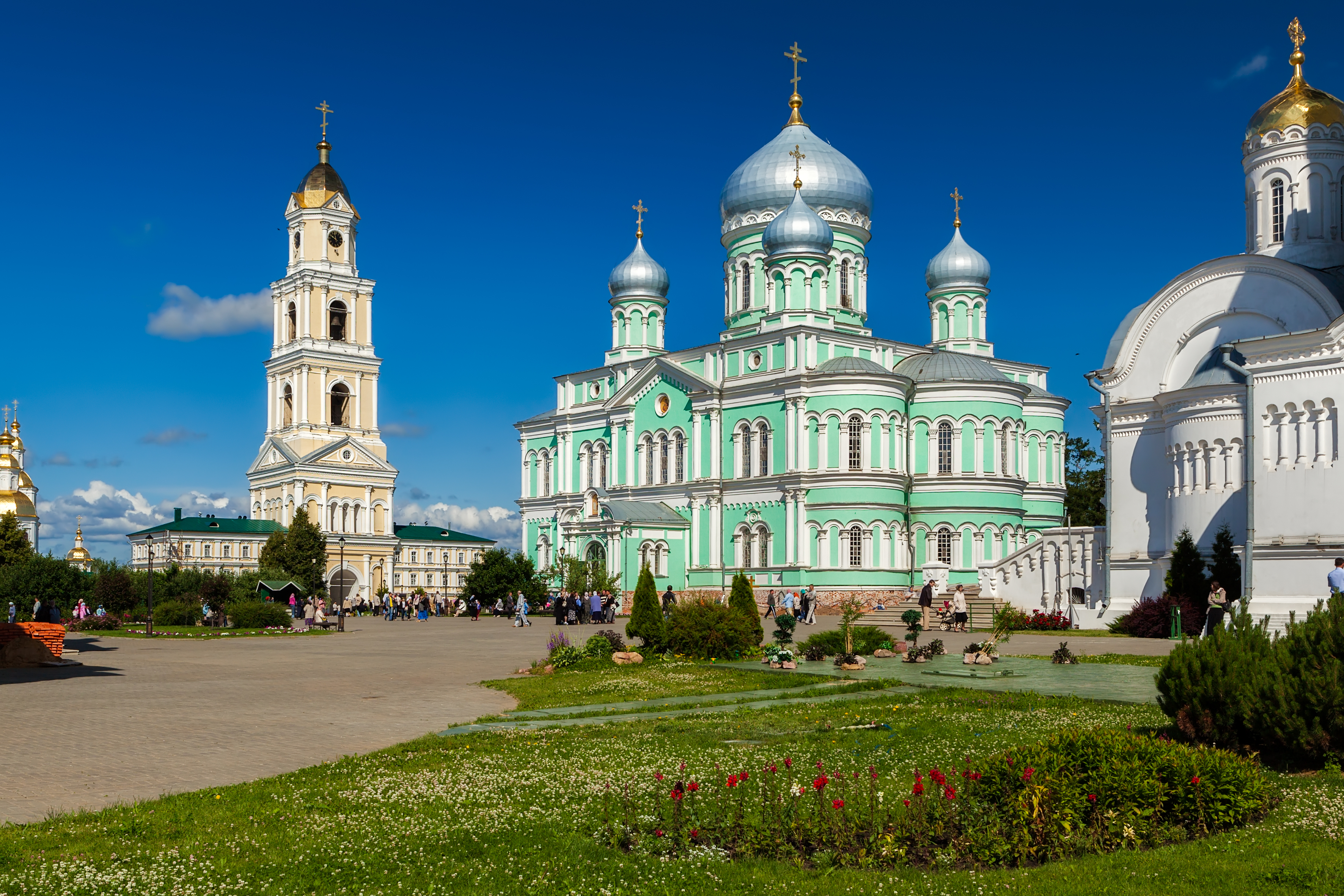
Clocher du monastère (à gauche) et cathédrale de la Trinité (à droite).
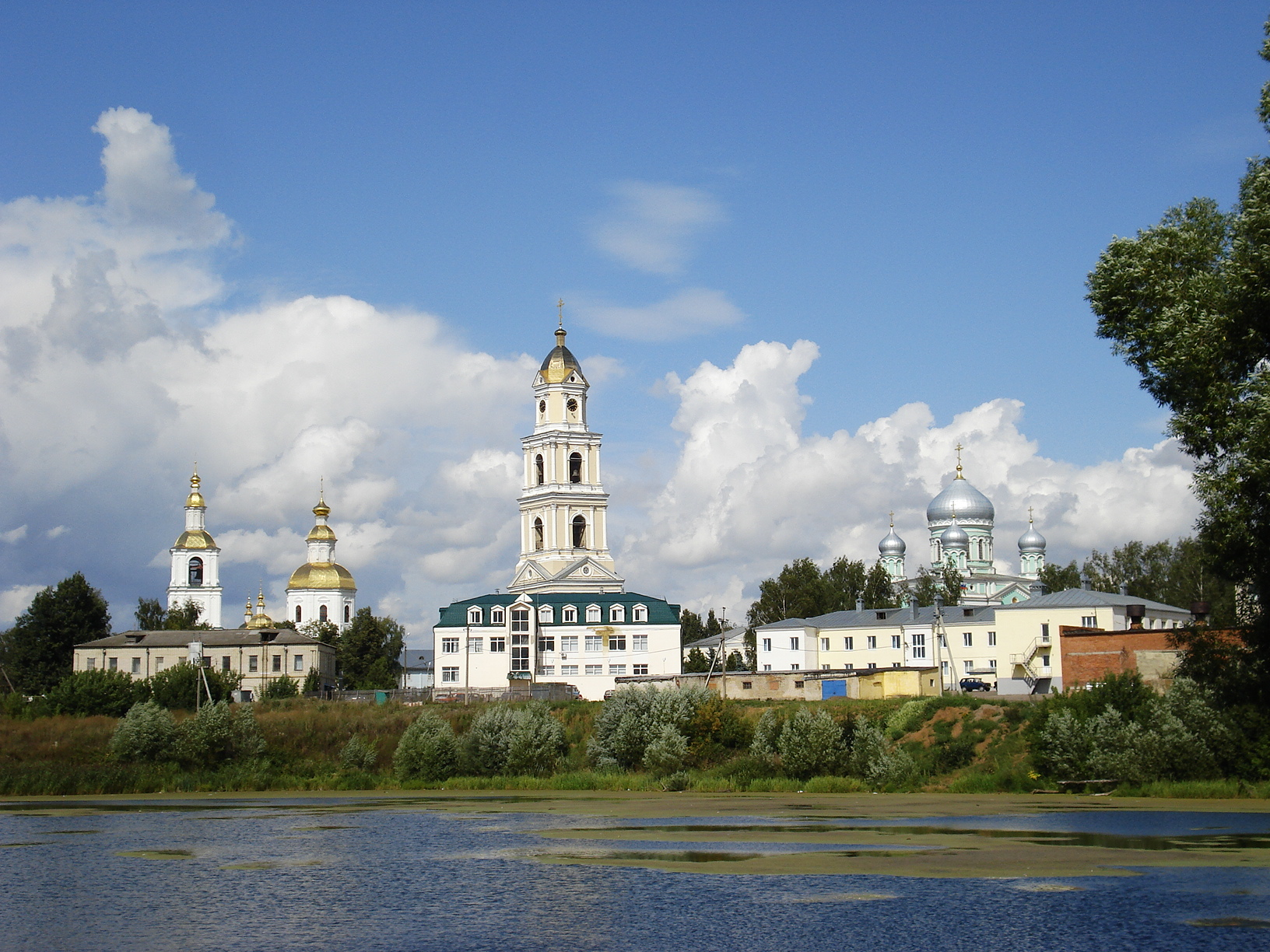
Vue d'ensemble du monastère.
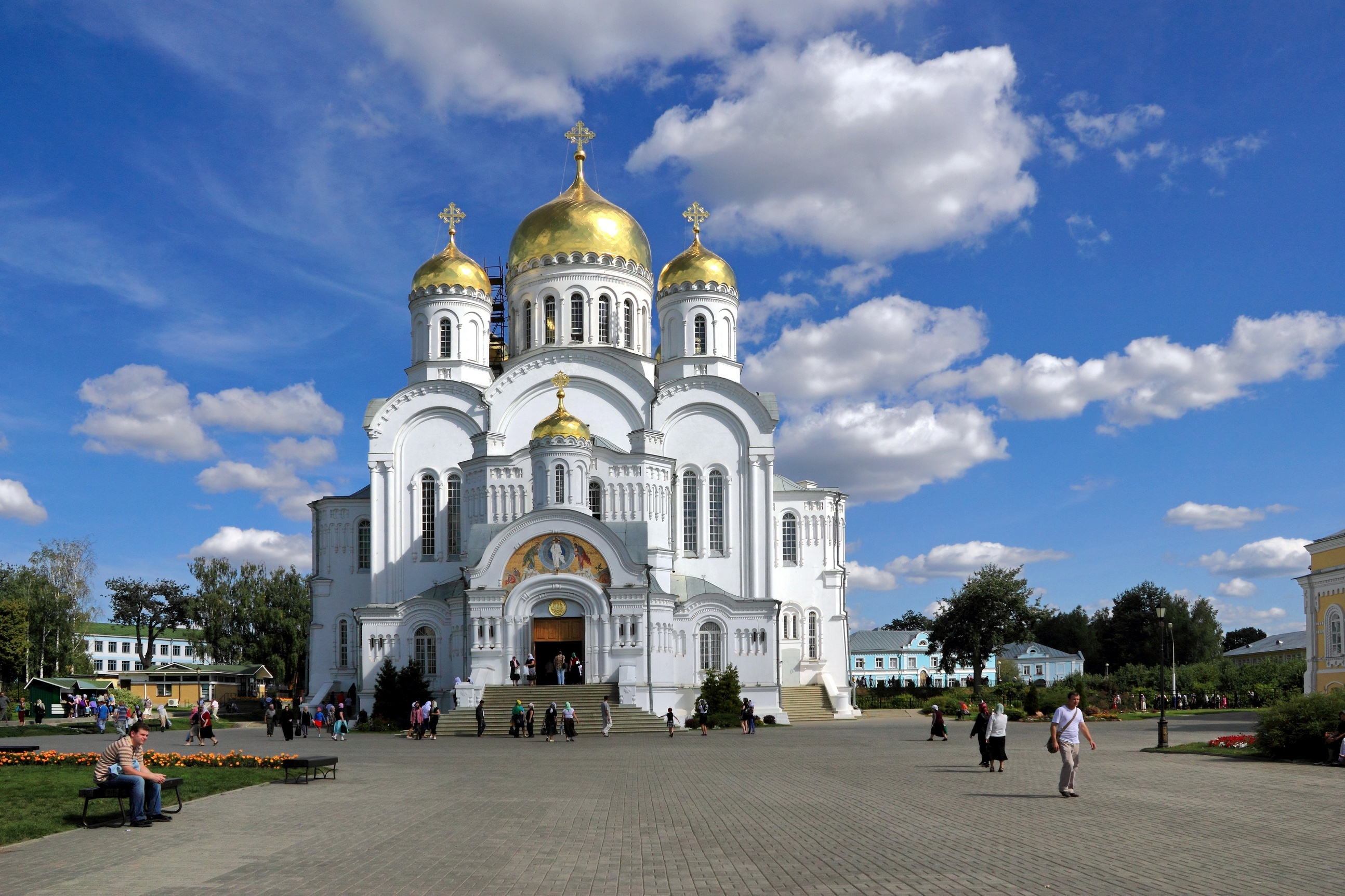
Cathédrale de la Transfiguration.
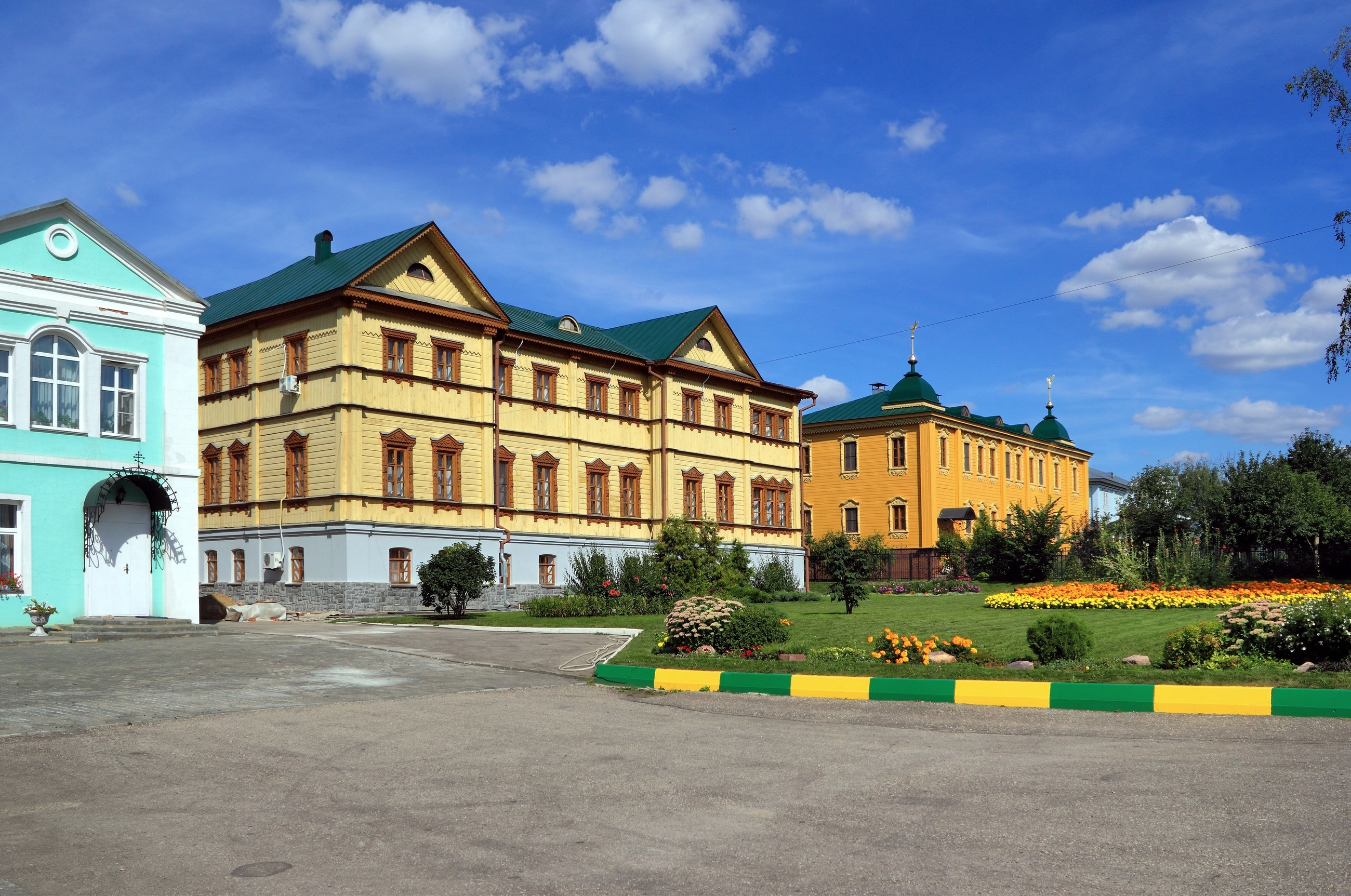
Des bâtiments dans le monastère.

## Économie et transport

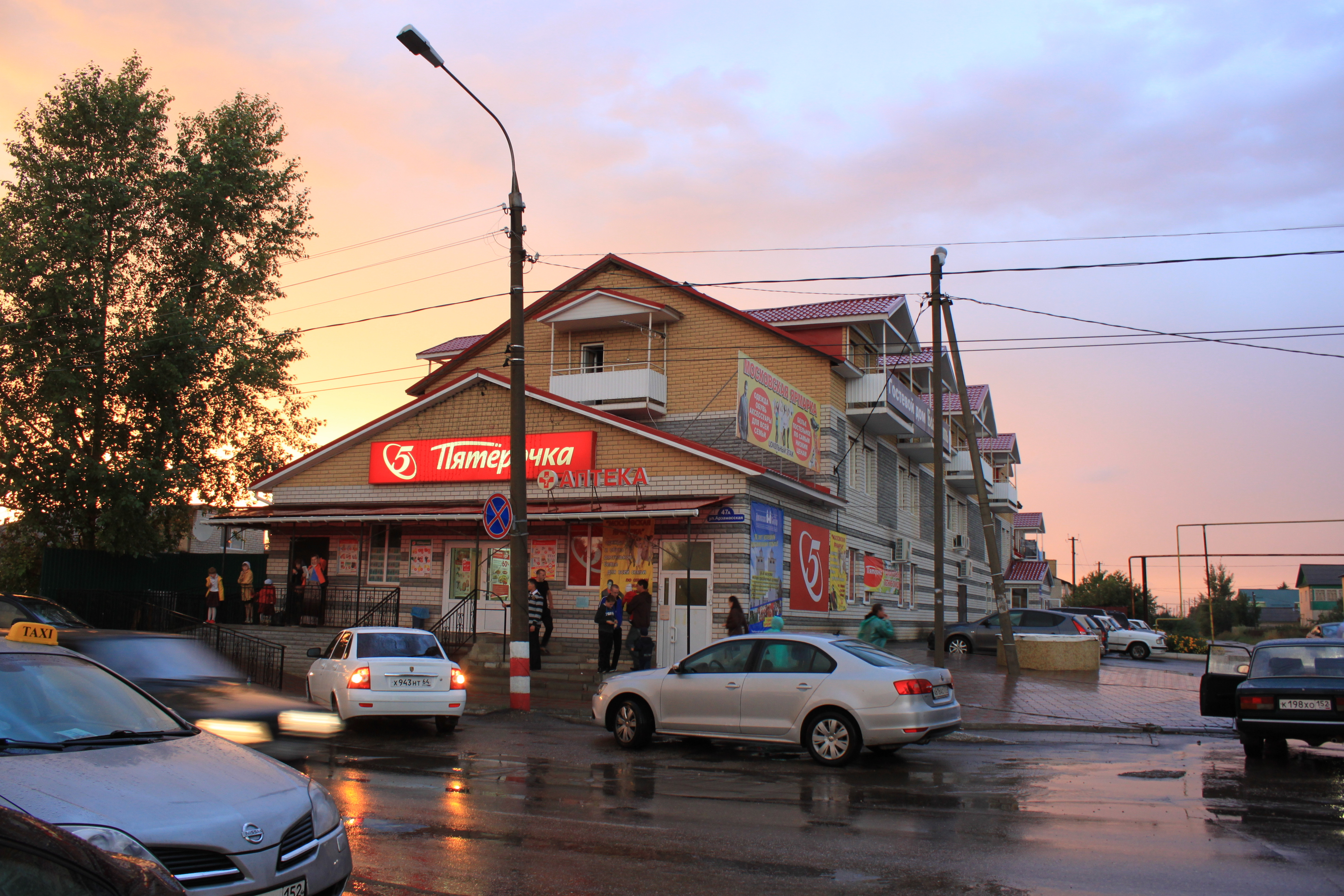
Commerce à Diveïevo.

Pour l'économie, le village vit principalement du tourisme, avec le tourisme culturel pour le monastère, ainsi que de l'agriculture.
Concernant les transports, la route régionale 22K-0064 arrive de l'est pour contourner le sud-est du village puis repart vers le sud. Cette route a comme origine Arzamas, où elle se lie à la R158 vers Nijni Novgorod ou Saransk, et se termine à la sortie de Sarov. Sinon, la 22K-0063 se termine dans le village, après avoir commencé à Ardatov à 27 km au nord. À Ardatov passe la 22K-0079, route reliant Mourom à Arzamas.

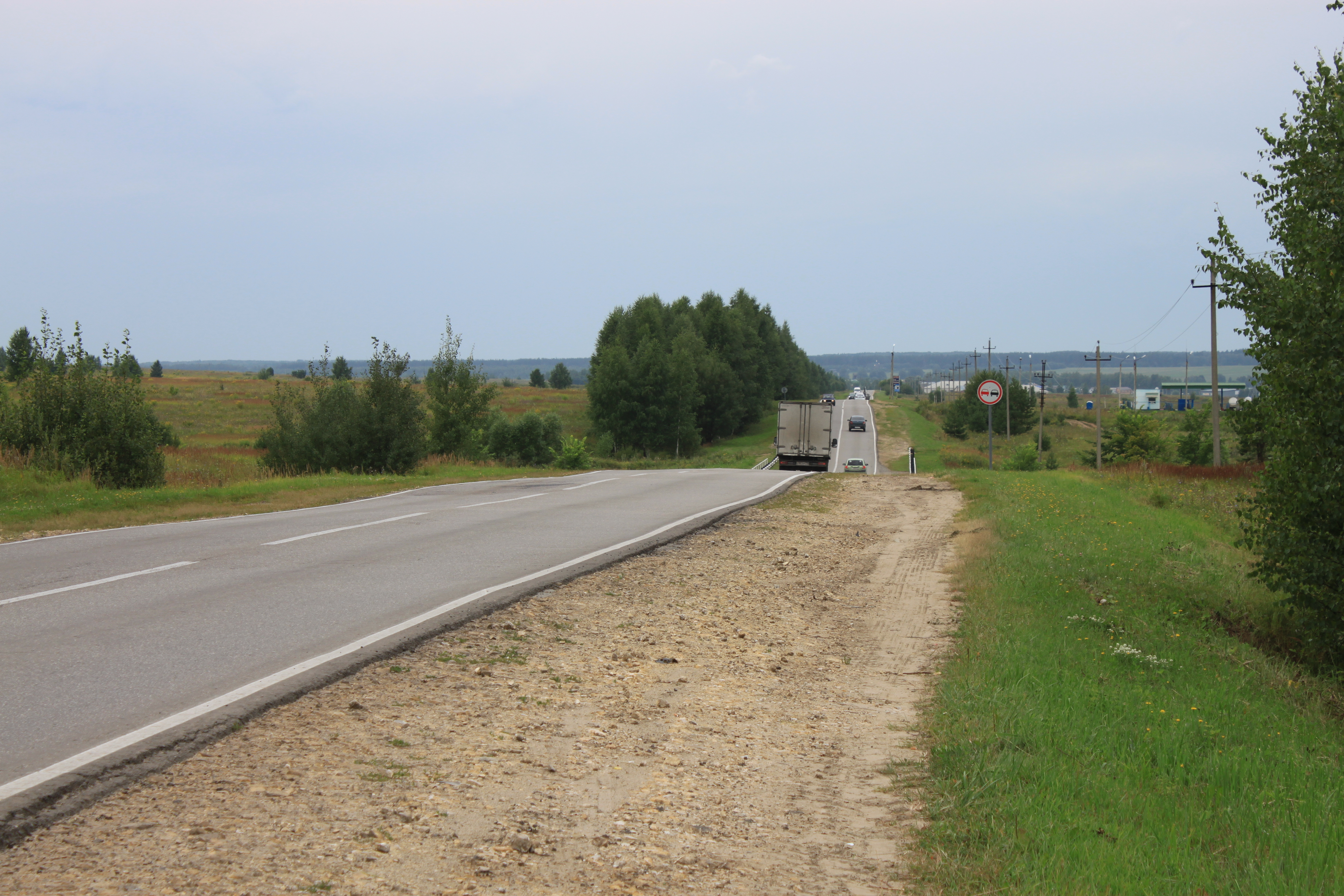
La 22K-0063 contournant le sud-est du village.

Depuis le 15 octobre 2021, un route de contournement nord-est a été ouverte à Diveïevo, permettant de relier la 22K-0064 à la 22K-0063 sans traverser le village, avec un nouveau pont sur la Vitchkinza. Avec l'ouverture de l'autoroute M12 de Moscou à Kazan en fin d'année 2023, Arzamas devrait avoir une sortie, et donc par extension Diveïevo.
En termes de transports publics, le village dispose d'une gare routière avec de nombreuses lignes d'autocars régionaux vers les différentes villes des alentours. Il y a ainsi des liaisons vers Moscou, Sarov, Arzamas, Nijni Novgrod, etc. Les gares les plus proches sont à Sarov et à Arzamas.

## Galerie

Diveïevo
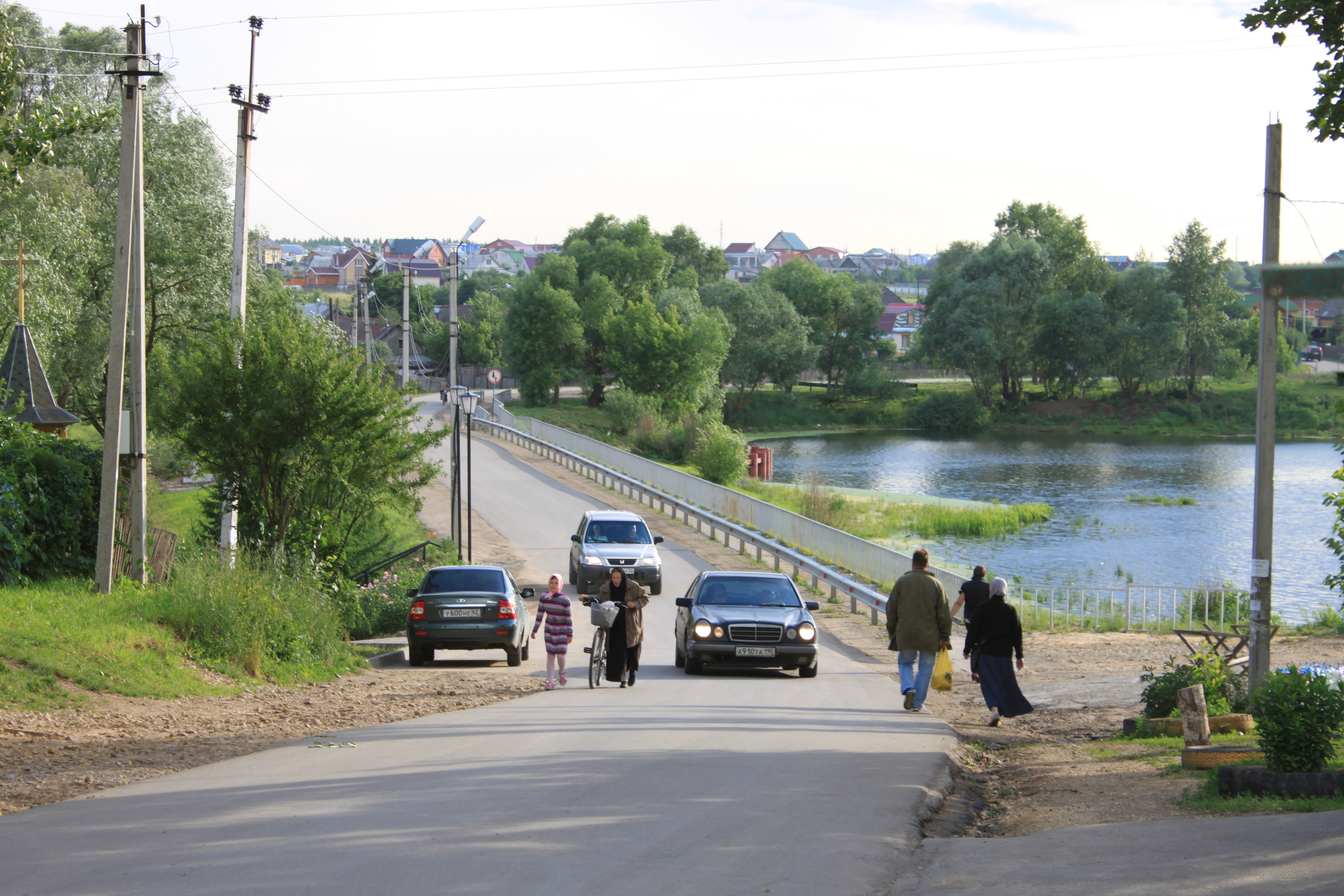
Un pont du centre avec un bout du lac de la Vitchkinza à gauche
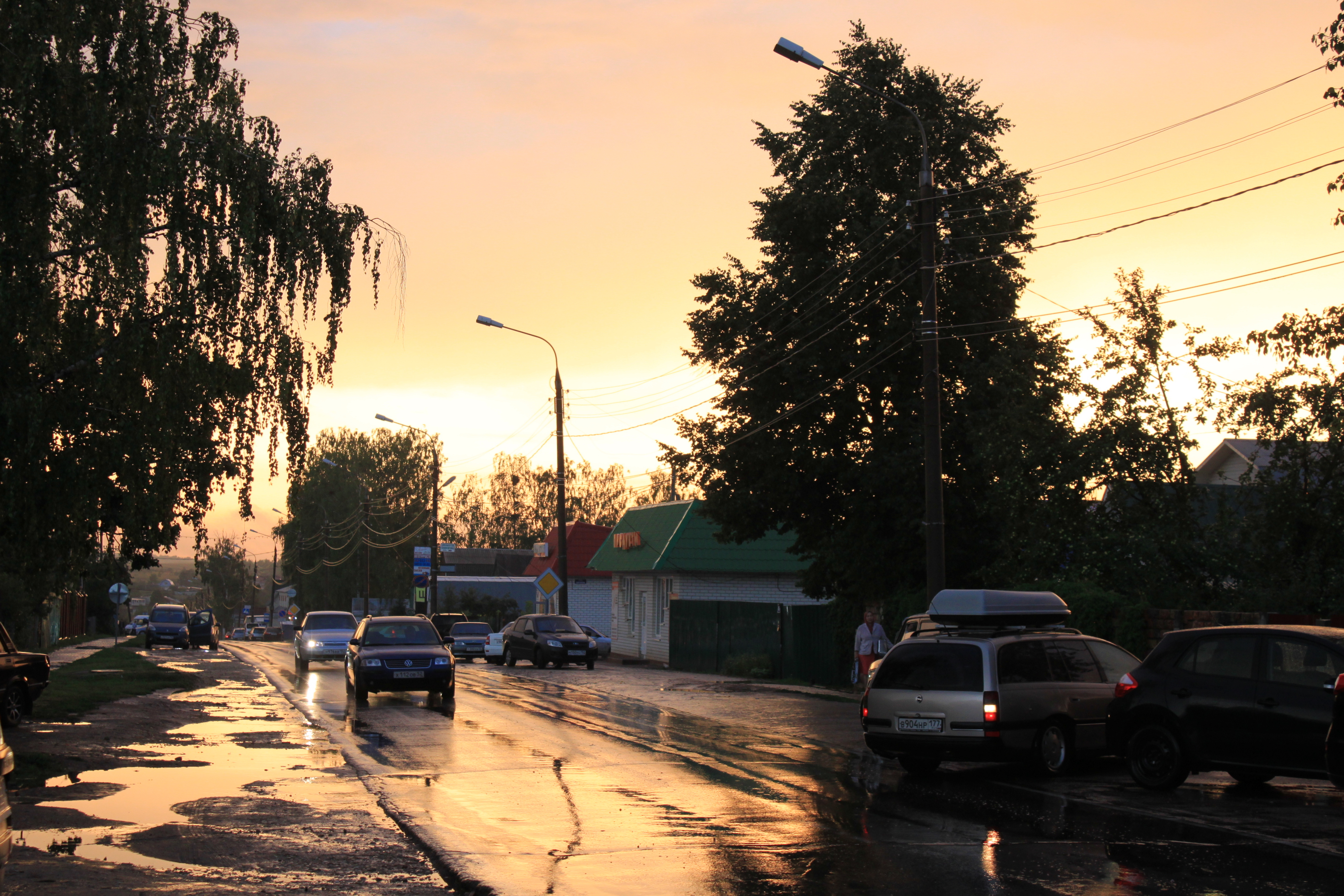
Rue d'Arzamas, Diveïevo
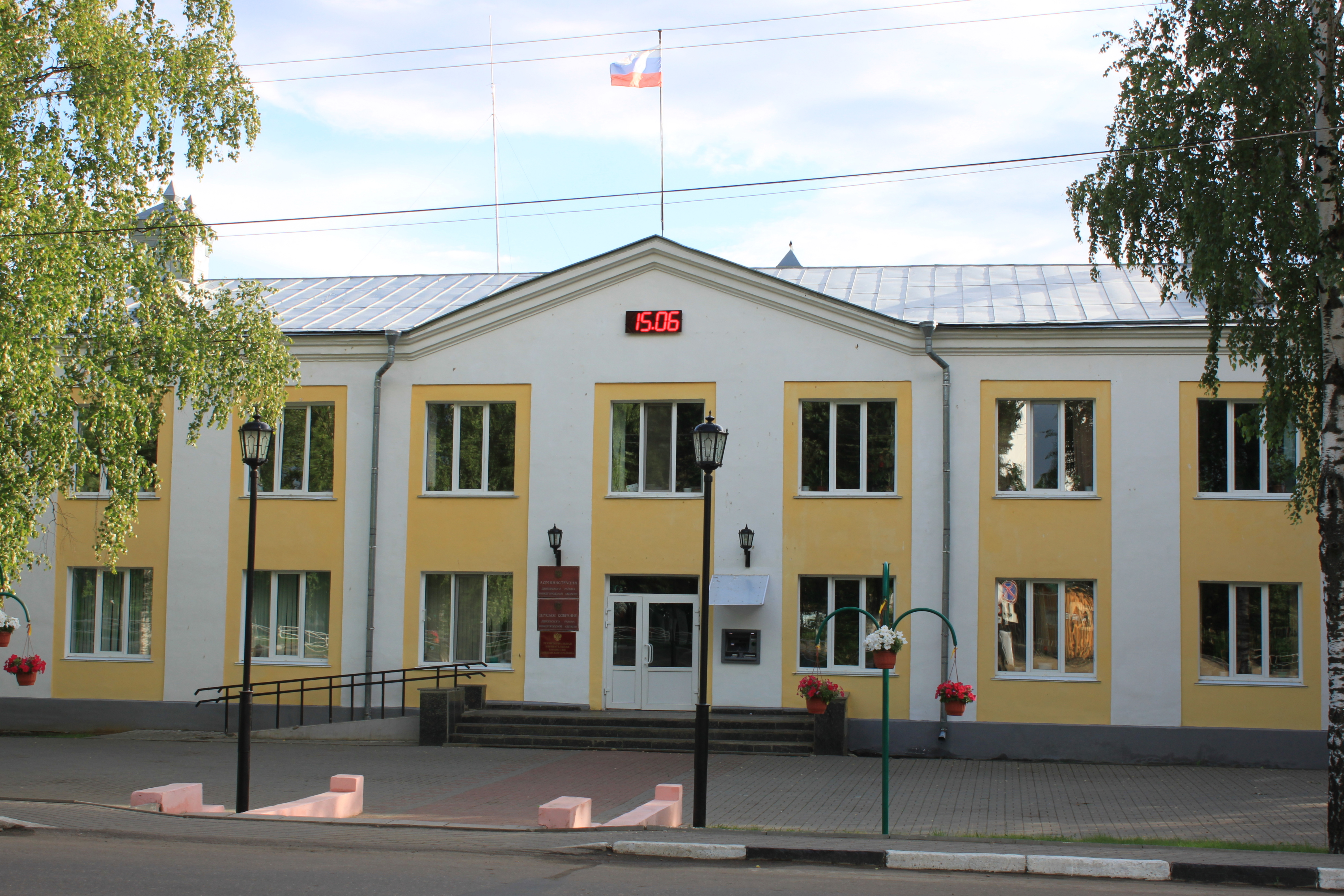
La Mairie